# 藍臀鸚嘴魚
藍臀鸚嘴魚，為輻鰭魚綱鱸形目隆頭魚亞目鸚哥魚科的其中一種，分布於太平洋區，包括日本、台灣、越南、印尼、紐埃、斐濟、聖誕島、菲律賓、帛琉、澳洲、印尼、密克羅尼西亞、新喀里多尼亞等海域，棲息深度3-30公尺，體長可達31公分，棲息在潟湖、礁石平台、海草床、向海礁坡，以藻類為食，可做為食用魚。